# NBA 2K6
NBA 2K6 é um simulador do campeonato norte-americano de basquete (NBA) da temporada de 2006. Foi desenvolvido pela  Visual Conceptse publicado pela 2K Sports.